# Proceraea picta
Proceraea picta é uma espécie de anelídeo pertencente à família Syllidae.
A autoridade científica da espécie é Ehlers, tendo sido descrita no ano de 1864.
Trata-se de uma espécie presente no território português, incluindo a sua zona económica exclusiva.